# マルシャ・MR02
マルシャ・MR02 (Marussia MR02) は、マルシャF1チームが2013年のF1世界選手権参戦用に開発したフォーミュラ1カー。

## 概要
2013年シーズン用に開発されたMR02は（前身のヴァージン時代も含めて）チーム初のKERS搭載車となった。KERSはウィリアムズからシステムの供給を受け、車体開発面では引き続きマクラーレンの風洞を利用している。
前年はクラッシュテスト通過に手間取り、ぶっつけ本番で開幕戦を迎えたが、今季はプレシーズンテストから新車を投入して準備することができた。ただし、ドライバーは2名とも新人で、マックス・チルトンとルイス・ラジアだったがテスト期間中にラジアは資金的理由によりジュール・ビアンキに交代した。
シーズンを通してライバルのケータハムF1チームとテールエンダーを争ったが、マレーシアGPでビアンキが13位で完走したことにより、コンストラクターズランキングはケータハムを上回り10位になった。また他チームに比べ信頼性が高く、リタイアは両ドライバー合わせてわずか3回（全てビアンキ）、チルトンはルーキードライバーとして初めて全戦完走及び19戦連続完走という偉業を成し遂げた。

## スペック
ソース
- エンジン コスワースCA2013
- シャシー素材 カーボン
- ボディワーク素材 カーボン
- フロントサスペンション カーボンファイバーおよびカーボン・フレクシャー・ジョイント
- リアサスペンション カーボンファイバー
- ダンパー ペンスキー
- ステアリング マルシャF1チーム設計、油圧式PAS
- ギアボックス Xトラック製アルミニウム7速、縦置き
- クラッチ APレーシング製
- ブレーキディスク ヒトコ製カーボン
- ブレーキキャリパー APレーシング
- ブレーキパッド ヒトコ製カーボン
- 冷却システム マルシャF1チーム
- コックピット機器 MES製SECU
- シートベルト ウィランズ製6点式ハーネス
- ステアリングホイール マルシャF1チーム設計、MES製電子機器を搭載
- ドライバーズシート カーボンファイバー製、解剖学的に設計
- 消火器システム FEV製FIA認可システム
- ホイール BBS製
- 燃料タンク ATL製
- バッテリー ブライユ製
- 燃料 BPカストロール製
- 潤滑油 BPカストロール製
- フロントトレッド 1,800 mm
- リアトレッド 1,800 mm
- ホイールベース 3,400 mm

## 記録
| 年   | No. | ドライバー | 1   | 2   | 3   | 4   | 5   | 6   | 7   | 8   | 9   | 10  | 11  | 12  | 13  | 14  | 15  | 16  | 17  | 18  | 19  | ポイント | ランキング |
| 年   | No. | ドライバー | AUS | MAL | CHN | BHR | ESP | MON | CAN | GBR | GER | HUN | BEL | ITA | SIN | KOR | JPN | IND | ABU | USA | BRA | ポイント | ランキング |
| ---- | --- | ---------- | --- | --- | --- | --- | --- | --- | --- | --- | --- | --- | --- | --- | --- | --- | --- | --- | --- | --- | --- | -------- | ---------- |
| 2013 | 22  | ビアンキ   | 15  | 13  | 15  | 19  | 18  | Ret | 17  | 16  | Ret | 16  | 18  | 19  | 18  | 16  | Ret | 18  | 20  | 18  | 17  | 0        | 10位       |
| 2013 | 23  | チルトン   | 17  | 16  | 17  | 20  | 19  | 14  | 19  | 17  | 19  | 17  | 19  | 20  | 17  | 17  | 19  | 17  | 21  | 21  | 19  | 0        | 10位       |

- 太字はポールポジション、斜字はファステストラップ。(key)